# Brucit

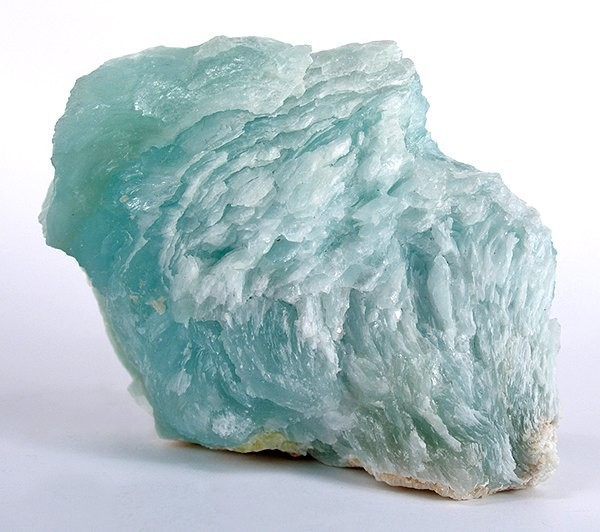
Brucit

Brucit är ett mineral bestående av magnesiumoxidhydrat, Mg(OH)2, som består av färglösa till gröna, pärlemor- eller glasglänsande hexagonala kristaller eller derba, fjälliga eller trådiga aggregat. Den är en vanlig förändringsprodukt av periklas i marmor, ett lågtemperaturhydrotermiskt ådermineral i metamorfoserade kalkstenar och kloritskivor, och bildas under serpentinisering av dunit. Brucit finns ofta tillsammans med serpentin, kalcit, aragonit, dolomit, magnesit, hydromagnesit, artinit, talk och krysotil.
Den antar en skiktad CdI2-liknande struktur med vätebindningar mellan skikten.

## Upptäckt
Brucit beskrevs första gången 1824 av François Sulpice Beudant och är uppkallad efter upptäckaren, amerikanske mineralogen, Archibald Bruce (1777–1818). En fibrös variant av brucit kallas nemalit. Det förekommer i fibrer eller ribbor, vanligtvis långsträckta längs [1010], men ibland i [1120] kristallina riktningar.

## Förekomst
Brucit förekommer allmänt tillsammans med magnesit eller dolomit i serpentin. En känd fyndighet i USA är Wood's Chrome Mine, Cedar Hill Quarry, Lancaster County, Pennsylvania. Gul, vit och blå brucit med en botryoidal form upptäcktes i Qila Saifullah-distriktet i provinsen Baluchistan, Pakistan. I en senare upptäckt förekom brucit också i Bela Ophiolite i Wadh, Khuzdar-distriktet, provinsen Baluchistan, Pakistan. Brucit har också redovisats från Sydafrika, Italien, Ryssland, Kanada och andra platser, men de mest anmärkningsvärda upptäckterna är exemplen från USA, Ryssland och Pakistan.

## Industriell användning
Syntetisk brucit används huvudsakligen som en råvara till magnesiumoxid (MgO), en användbar eldfast värmeisolator. Den har viss användning som ett flamskyddsmedel eftersom den termiskt sönderfaller för att frigöra vatten på ett liknande sätt som aluminiumhydroxid (Al(OH)3) och blandningar av huntit (Mg3Ca(CO3)4) och hydromagnesit (Mg5(CO3)4(OH))2·4H2O). Den utgör också en betydande magnesiumkälla för industrin. Även om den allmänt anses säker, kan brucit vara förorenad med naturligt förekommande asbestfibrer.

## Galleri

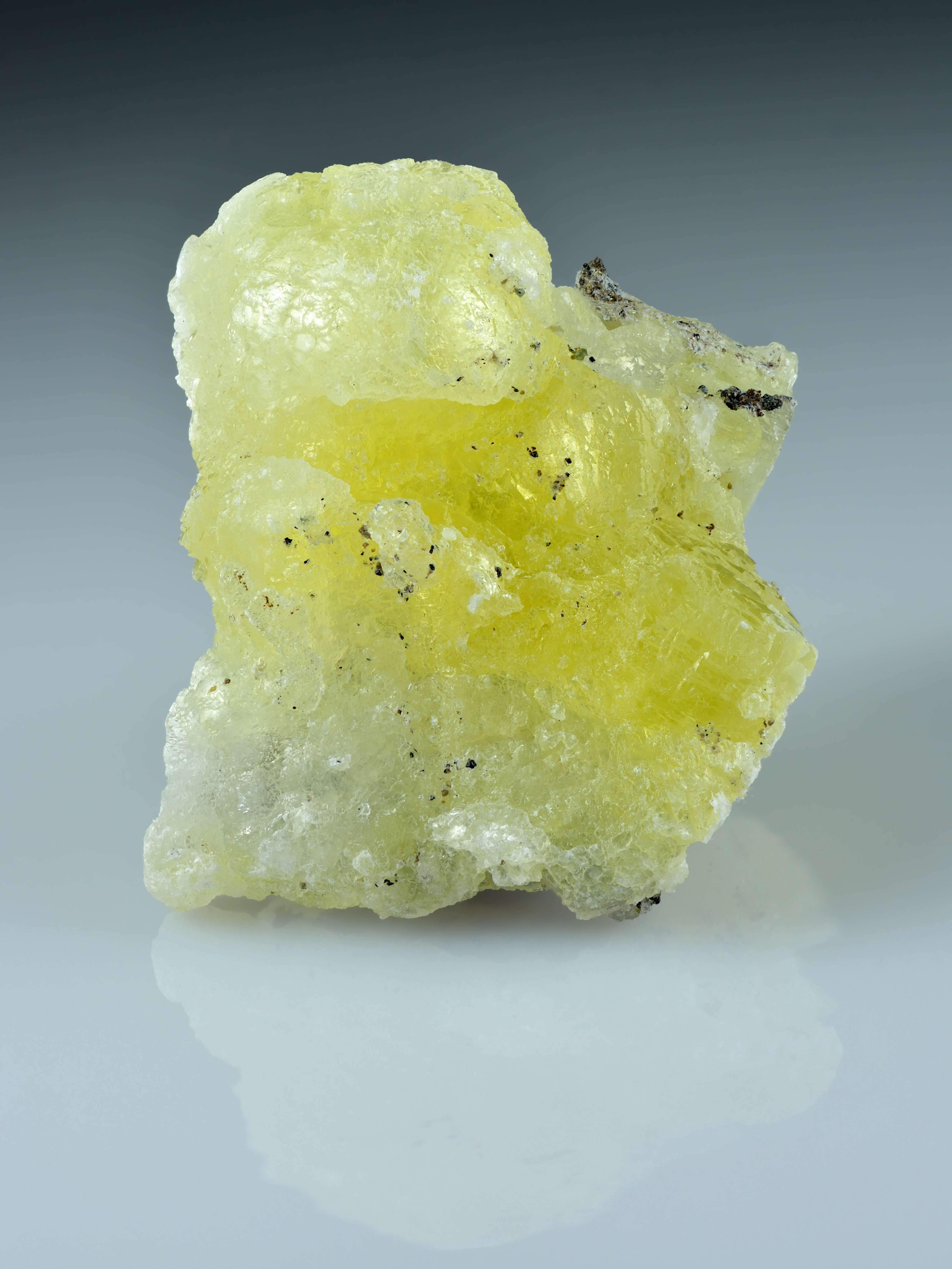
Gul brucit från Balochistan, Pakistan
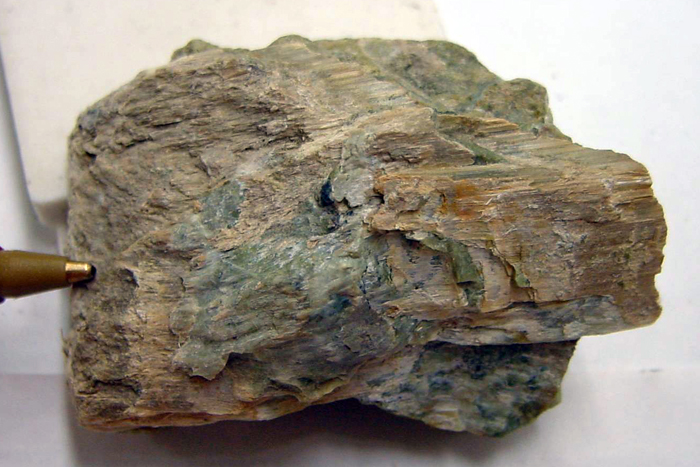
Nemalit
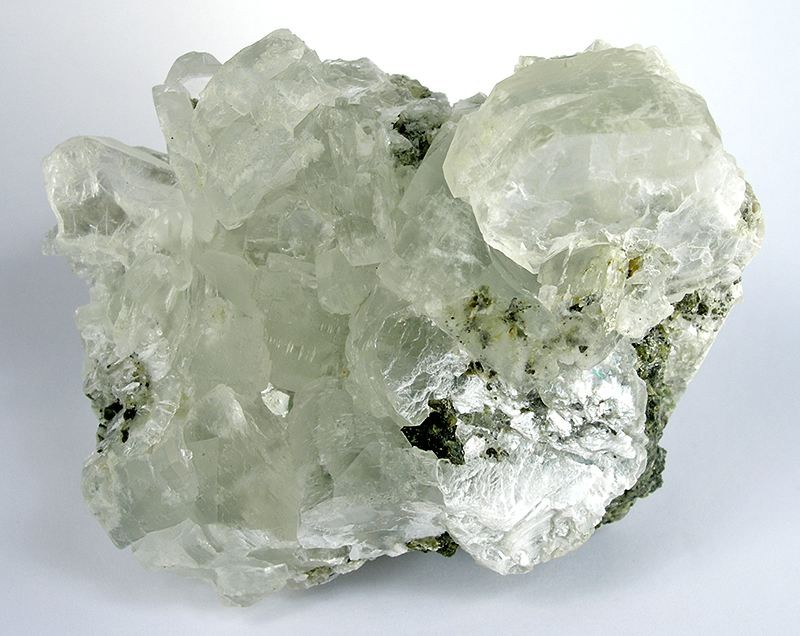
Brucitkristaller från Sverdlovskregion, Ural, Russia (storlek: 10,5 x 7,8 x 7,4 cm)
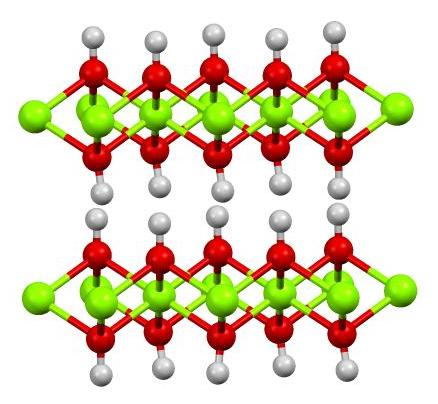
Struktur hos Mg(OH)2